# Ana Jakšić
Ana Jakšić, född okänt år, död 1553, var en rysk adelskvinna. 
Hon var gift med Vasili Lvovich Glinsky, mor till Jelena Glinskaja, och mormor till Ivan IV av Ryssland. Hon hade stort inflytande under sin dotters regeringstid, men förlorade det vid dotterns död 1538. När hennes dotterson Ivan IV myndigförklarades återtog hon sitt inflytande tillsammans med sin son Mikael, och använde sitt inflytande över Ivan IV för att gynna familjen Glinskij och undanröja dess fiender, något som gjorde dem enormt impopulära. Under Moskvas brand år 1547 anklagades hon för att ha orsakat den med hjälp av trolldom och tvingades fly från staden med sin son. När de återkom till hovet, övertalades Ivan att förvisa sin mormor och morbror från hovet.